# 粗序南星
粗序南星（学名：Arisaema dilatatum）是天南星科天南星属的植物，是中国的特有植物。分布于中国大陆的四川、云南等地，生长于海拔2,100米至3,350米的地区，一般生于林缘，目前尚未由人工引种栽培。

## 别名
南星（石棉）